# LET ME' CRAZY!!
『LET ME' CRAZY!!』（レット ミー クレイジー）は、LM.Cの11thシングルである。2010年10月27日発売。

## 概要
- 初回盤A、Bタイプ、通常盤の3種類がある。

## 収録曲
全曲 作詞/作曲/編曲：LM.C
1. LET ME' CRAZY!!
2. No Fun, No Future.
3. YASHA姫
  - 通常盤にのみ収録